# Színeváltó kutyatej
A színeváltó kutyatej (Euphorbia epithymoides) (E. polychroma néven is előfordul) a kutyatejfélék (Euphorbiacae) családjába tartozó mérgező növény. Őshonos Líbiában, Törökországban, Kelet-, Közép- és Délkelet-Európában. Mészkedvelő, melegkedvelő növény, főleg nyílt tölgyesekben virágzik. Dísznövényként is hasznosítják.

## Ismertetőjelek
A színeváltó kutyatej egy rövid életű évelő növény, magassága 30 és 50 cm között változik. A levelek elliptikus-hosszúkásak, ép szélűek, lekerekített vállúak, szőrösek. A csúcsi virágernyő 2-5 sugarú. A tok bibircsei fonalas-pálcika alakúak, éretten pirosak. A gallérlevél eleinte sárga, elliptikus-hosszúkás. A mag sima. A virágzás májustól júniusig tart.

## Fordítás
- Ez a szócikk részben vagy egészben  a   Vielfarbige Wolfsmilch című német Wikipédia-szócikk fordításán alapul.  Az eredeti cikk szerkesztőit annak laptörténete sorolja fel. Ez a jelzés csupán a megfogalmazás eredetét és a szerzői jogokat jelzi, nem szolgál a cikkben szereplő információk forrásmegjelöléseként.